# Brani musicali dei Coldplay
Questa che segue è una lista dei brani musicali dei Coldplay, gruppo musicale rock alternativo britannico formatosi a Londra nel 1997 e composto da Chris Martin, Jonny Buckland, Guy Berryman e Will Champion.
In essa sono inclusi tutti i brani tratti dai nove album in studio pubblicati dal gruppo tra il 2000 e il 2021, con l'aggiunta delle b-side pubblicate in vari singoli ed altri inclusi nei primi EP pubblicati tra il 1998 e il 1999. Sono quindi esclusi cover, brani eseguiti dal vivo, remix o versioni alternative di brani già esistenti.
| Titolo                                | Anno | Album di provenienza                            | Autore/i | Note                                   |
| ------------------------------------- | ---- | ----------------------------------------------- | --- | -------------------------------------- |
| Ode to Deodorant                      | 1997 | Ode to Deodorant                                | Guy Berryman, Jonny Buckland, Will Champion, Chris Martin                                                                                     |                                        |
| Brothers + Sisters                    | 1997 | Ode to Deodorant                                | Guy Berryman, Jonny Buckland, Will Champion, Chris Martin                                                                                     | rifatto nel 1999 e nel 2000            |
| Bigger Stronger                       | 1998 | Safety E.P.                                     | Guy Berryman, Jonny Buckland, Will Champion, Chris Martin                                                                                     | rifatto per The Blue Room E.P.         |
| No More Keeping My Feet on the Ground | 1998 | Safety E.P.                                     | Guy Berryman, Jonny Buckland, Will Champion, Chris Martin                                                                                     |                                        |
| Such a Rush                           | 1998 | Safety E.P.                                     | Guy Berryman, Jonny Buckland, Will Champion, Chris Martin                                                                                     | rifatto per The Blue Room E.P.         |
| Easy to Please                        | 1999 | Brothers & Sisters                              | Guy Berryman, Jonny Buckland, Will Champion, Chris Martin                                                                                     |                                        |
| Only Superstition                     | 1999 | Brothers & Sisters                              | Guy Berryman, Jonny Buckland, Will Champion, Chris Martin                                                                                     |                                        |
| Don't Panic                           | 1999 | The Blue Room E.P.                              | Guy Berryman, Jonny Buckland, Will Champion, Chris Martin                                                                                     | rifatto per Parachutes                 |
| See You Soon                          | 1999 | The Blue Room E.P.                              | Guy Berryman, Jonny Buckland, Will Champion, Chris Martin                                                                                     |                                        |
| High Speed                            | 1999 | The Blue Room E.P.                              | Guy Berryman, Jonny Buckland, Will Champion, Chris Martin                                                                                     | rifatto per Parachutes                 |
| Shiver                                | 2000 | Parachutes                                      | Guy Berryman, Jonny Buckland, Will Champion, Chris Martin                                                                                     |                                        |
| Spies                                 | 2000 | Parachutes                                      | Guy Berryman, Jonny Buckland, Will Champion, Chris Martin                                                                                     |                                        |
| Sparks                                | 2000 | Parachutes                                      | Guy Berryman, Jonny Buckland, Will Champion, Chris Martin                                                                                     |                                        |
| Yellow                                | 2000 | Parachutes                                      | Guy Berryman, Jonny Buckland, Will Champion, Chris Martin                                                                                     |                                        |
| Trouble                               | 2000 | Parachutes                                      | Guy Berryman, Jonny Buckland, Will Champion, Chris Martin                                                                                     |                                        |
| Parachutes                            | 2000 | Parachutes                                      | Guy Berryman, Jonny Buckland, Will Champion, Chris Martin                                                                                     |                                        |
| We Never Change                       | 2000 | Parachutes                                      | Guy Berryman, Jonny Buckland, Will Champion, Chris Martin                                                                                     |                                        |
| Everything's Not Lost                 | 2000 | Parachutes                                      | Guy Berryman, Jonny Buckland, Will Champion, Chris Martin                                                                                     |                                        |
| Life Is for Living                    | 2000 | Parachutes                                      | Guy Berryman, Jonny Buckland, Will Champion, Chris Martin                                                                                     | traccia fantasma                       |
| For You                               | 2000 | Shiver                                          | Guy Berryman, Jonny Buckland, Will Champion, Chris Martin                                                                                     | b-side                                 |
| Careful Where You Stand               | 2000 | Shiver                                          | Guy Berryman, Jonny Buckland, Will Champion, Chris Martin                                                                                     | b-side                                 |
| Help Is Round the Corner              | 2000 | Yellow                                          | Guy Berryman, Jonny Buckland, Will Champion, Chris Martin                                                                                     | b-side                                 |
| Politik                               | 2002 | A Rush of Blood to the Head                     | Guy Berryman, Jonny Buckland, Will Champion, Chris Martin                                                                                     |                                        |
| In My Place                           | 2002 | A Rush of Blood to the Head                     | Guy Berryman, Jonny Buckland, Will Champion, Chris Martin                                                                                     |                                        |
| God Put a Smile upon Your Face        | 2002 | A Rush of Blood to the Head                     | Guy Berryman, Jonny Buckland, Will Champion, Chris Martin                                                                                     |                                        |
| The Scientist                         | 2002 | A Rush of Blood to the Head                     | Guy Berryman, Jonny Buckland, Will Champion, Chris Martin                                                                                     |                                        |
| Clocks                                | 2002 | A Rush of Blood to the Head                     | Guy Berryman, Jonny Buckland, Will Champion, Chris Martin                                                                                     |                                        |
| Daylight                              | 2002 | A Rush of Blood to the Head                     | Guy Berryman, Jonny Buckland, Will Champion, Chris Martin                                                                                     |                                        |
| Green Eyes                            | 2002 | A Rush of Blood to the Head                     | Guy Berryman, Jonny Buckland, Will Champion, Chris Martin                                                                                     |                                        |
| Warning Sign                          | 2002 | A Rush of Blood to the Head                     | Guy Berryman, Jonny Buckland, Will Champion, Chris Martin                                                                                     |                                        |
| A Whisper                             | 2002 | A Rush of Blood to the Head                     | Guy Berryman, Jonny Buckland, Will Champion, Chris Martin                                                                                     |                                        |
| A Rush of Blood to the Head           | 2002 | A Rush of Blood to the Head                     | Guy Berryman, Jonny Buckland, Will Champion, Chris Martin                                                                                     |                                        |
| Amsterdam                             | 2002 | A Rush of Blood to the Head                     | Guy Berryman, Jonny Buckland, Will Champion, Chris Martin                                                                                     |                                        |
| One I Love                            | 2002 | In My Place                                     | Guy Berryman, Jonny Buckland, Will Champion, Chris Martin                                                                                     | b-side                                 |
| I Bloom Blaum                         | 2002 | In My Place                                     | Guy Berryman, Jonny Buckland, Will Champion, Chris Martin                                                                                     | b-side                                 |
| 1.36                                  | 2002 | The Scientist                                   | Guy Berryman, Jonny Buckland, Will Champion, Chris Martin                                                                                     | b-side                                 |
| I Ran Away                            | 2002 | The Scientist                                   | Guy Berryman, Jonny Buckland, Will Champion, Chris Martin                                                                                     | b-side                                 |
| Crests of Waves                       | 2003 | Clocks                                          | Guy Berryman, Jonny Buckland, Will Champion, Chris Martin                                                                                     | b-side                                 |
| Animals                               | 2003 | Clocks                                          | Guy Berryman, Jonny Buckland, Will Champion, Chris Martin                                                                                     | b-side                                 |
| Murder                                | 2003 | God Put a Smile upon Your Face                  | Guy Berryman, Jonny Buckland, Will Champion, Chris Martin                                                                                     | b-side                                 |
| Moses                                 | 2003 | Live 2003                                       | Guy Berryman, Jonny Buckland, Will Champion, Chris Martin                                                                                     |                                        |
| Square One                            | 2005 | X&Y                                             | Guy Berryman, Jonny Buckland, Will Champion, Chris Martin                                                                                     |                                        |
| What If                               | 2005 | X&Y                                             | Guy Berryman, Jonny Buckland, Will Champion, Chris Martin                                                                                     |                                        |
| White Shadows                         | 2005 | X&Y                                             | Guy Berryman, Jonny Buckland, Will Champion, Chris Martin                                                                                     |                                        |
| Fix You                               | 2005 | X&Y                                             | Guy Berryman, Jonny Buckland, Will Champion, Chris Martin                                                                                     |                                        |
| Talk                                  | 2005 | X&Y                                             | Guy Berryman, Jonny Buckland, Will Champion, Chris Martin, Ralf Hütter, Emil Schult, Karl Bartos                                              |                                        |
| X&Y                                   | 2005 | X&Y                                             | Guy Berryman, Jonny Buckland, Will Champion, Chris Martin                                                                                     |                                        |
| Speed of Sound                        | 2005 | X&Y                                             | Guy Berryman, Jonny Buckland, Will Champion, Chris Martin                                                                                     |                                        |
| A Message                             | 2005 | X&Y                                             | Guy Berryman, Jonny Buckland, Will Champion, Chris Martin                                                                                     |                                        |
| Low                                   | 2005 | X&Y                                             | Guy Berryman, Jonny Buckland, Will Champion, Chris Martin                                                                                     |                                        |
| The Hardest Part                      | 2005 | X&Y                                             | Guy Berryman, Jonny Buckland, Will Champion, Chris Martin                                                                                     |                                        |
| Swallowed in the Sea                  | 2005 | X&Y                                             | Guy Berryman, Jonny Buckland, Will Champion, Chris Martin                                                                                     |                                        |
| Twisted Logic                         | 2005 | X&Y                                             | Guy Berryman, Jonny Buckland, Will Champion, Chris Martin                                                                                     |                                        |
| Til Kingdom Come                      | 2005 | X&Y                                             | Guy Berryman, Jonny Buckland, Will Champion, Chris Martin                                                                                     | traccia fantasma                       |
| How You See the World                 | 2005 | X&Y                                             | Guy Berryman, Jonny Buckland, Will Champion, Chris Martin                                                                                     | traccia fantasma (edizione giapponese) |
| Things I Don't Understand             | 2005 | Speed of Sound                                  | Guy Berryman, Jonny Buckland, Will Champion, Chris Martin                                                                                     | b-side                                 |
| Proof                                 | 2005 | Speed of Sound                                  | Guy Berryman, Jonny Buckland, Will Champion, Chris Martin                                                                                     | b-side                                 |
| The World Turned Upside Down          | 2005 | Fix You                                         | Guy Berryman, Jonny Buckland, Will Champion, Chris Martin                                                                                     | b-side                                 |
| Pour Me                               | 2005 | Fix You                                         | Guy Berryman, Jonny Buckland, Will Champion, Chris Martin                                                                                     | b-side                                 |
| Sleeping Sun                          | 2005 | Talk                                            | Guy Berryman, Jonny Buckland, Will Champion, Chris Martin                                                                                     | b-side                                 |
| Gravity                               | 2005 | Talk                                            | Guy Berryman, Jonny Buckland, Will Champion, Chris Martin                                                                                     | b-side                                 |
| Life in Technicolor                   | 2008 | Viva la vida or Death and All His Friends       | Guy Berryman, Jonny Buckland, Will Champion, Chris Martin, Jon Hopkins                                                                        |                                        |
| Cemeteries of London                  | 2008 | Viva la vida or Death and All His Friends       | Guy Berryman, Jonny Buckland, Will Champion, Chris Martin                                                                                     |                                        |
| Lost!                                 | 2008 | Viva la vida or Death and All His Friends       | Guy Berryman, Jonny Buckland, Will Champion, Chris Martin                                                                                     |                                        |
| 42                                    | 2008 | Viva la vida or Death and All His Friends       | Guy Berryman, Jonny Buckland, Will Champion, Chris Martin                                                                                     |                                        |
| Lovers in Japan/Reign of Love         | 2008 | Viva la vida or Death and All His Friends       | Guy Berryman, Jonny Buckland, Will Champion, Chris Martin                                                                                     |                                        |
| Yes                                   | 2008 | Viva la vida or Death and All His Friends       | Guy Berryman, Jonny Buckland, Will Champion, Chris Martin                                                                                     |                                        |
| Chinese Sleep Chant                   | 2008 | Viva la vida or Death and All His Friends       | Guy Berryman, Jonny Buckland, Will Champion, Chris Martin                                                                                     | traccia fantasma                       |
| Viva la vida                          | 2008 | Viva la vida or Death and All His Friends       | Guy Berryman, Jonny Buckland, Will Champion, Chris Martin                                                                                     |                                        |
| Violet Hill                           | 2008 | Viva la vida or Death and All His Friends       | Guy Berryman, Jonny Buckland, Will Champion, Chris Martin                                                                                     |                                        |
| Strawberry Swing                      | 2008 | Viva la vida or Death and All His Friends       | Guy Berryman, Jonny Buckland, Will Champion, Chris Martin                                                                                     |                                        |
| Death and All His Friends             | 2008 | Viva la vida or Death and All His Friends       | Guy Berryman, Jonny Buckland, Will Champion, Chris Martin                                                                                     |                                        |
| The Escapist                          | 2008 | Viva la vida or Death and All His Friends       | Guy Berryman, Jonny Buckland, Will Champion, Chris Martin, Jon Hopkins                                                                        | traccia fantasma                       |
| Lost?                                 | 2008 | Violet Hill                                     | Guy Berryman, Jonny Buckland, Will Champion, Chris Martin                                                                                     | b-side                                 |
| A Spell a Rebel Yell                  | 2008 | Violet Hill                                     | Guy Berryman, Jonny Buckland, Will Champion, Chris Martin                                                                                     | b-side                                 |
| Death Will Never Conquer              | 2008 | Viva la vida                                    | Guy Berryman, Jonny Buckland, Will Champion, Chris Martin                                                                                     | b-side                                 |
| Life in Technicolor ii                | 2008 | Prospekt's March                                | Guy Berryman, Jonny Buckland, Will Champion, Chris Martin                                                                                     |                                        |
| Postcards from Far Away               | 2008 | Prospekt's March                                | Guy Berryman, Jonny Buckland, Will Champion, Chris Martin                                                                                     |                                        |
| Glass of Water                        | 2008 | Prospekt's March                                | Guy Berryman, Jonny Buckland, Will Champion, Chris Martin                                                                                     |                                        |
| Rainy Day                             | 2008 | Prospekt's March                                | Guy Berryman, Jonny Buckland, Will Champion, Chris Martin                                                                                     |                                        |
| Prospekt's March/Poppyfields          | 2008 | Prospekt's March                                | Guy Berryman, Jonny Buckland, Will Champion, Chris Martin                                                                                     |                                        |
| Lost+                                 | 2008 | Prospekt's March                                | Guy Berryman, Jonny Buckland, Shawn Carter, Will Champion, Chris Martin                                                                       | con Jay-Z                              |
| Now My Feet Won't Touch the Ground    | 2008 | Prospekt's March                                | Guy Berryman, Jonny Buckland, Will Champion, Chris Martin                                                                                     |                                        |
| The Goldrush                          | 2009 | Life in Technicolor ii                          | Guy Berryman, Jonny Buckland, Will Champion, Chris Martin                                                                                     | b-side                                 |
| Christmas Lights                      | 2010 |                                                 | Guy Berryman, Jonny Buckland, Will Champion, Chris Martin                                                                                     |                                        |
| Mylo Xyloto                           | 2011 | Mylo Xyloto                                     | Guy Berryman, Jonny Buckland, Will Champion, Chris Martin                                                                                     |                                        |
| Hurts Like Heaven                     | 2011 | Mylo Xyloto                                     | Guy Berryman, Jonny Buckland, Will Champion, Chris Martin                                                                                     |                                        |
| Paradise                              | 2011 | Mylo Xyloto                                     | Guy Berryman, Jonny Buckland, Will Champion, Chris Martin                                                                                     |                                        |
| Charlie Brown                         | 2011 | Mylo Xyloto                                     | Guy Berryman, Jonny Buckland, Will Champion, Chris Martin                                                                                     |                                        |
| Us Against the World                  | 2011 | Mylo Xyloto                                     | Guy Berryman, Jonny Buckland, Will Champion, Chris Martin                                                                                     |                                        |
| M.M.I.X.                              | 2011 | Mylo Xyloto                                     | Guy Berryman, Jonny Buckland, Will Champion, Chris Martin                                                                                     |                                        |
| Every Teardrop Is a Waterfall         | 2011 | Mylo Xyloto                                     | Guy Berryman, Jonny Buckland, Will Champion, Chris Martin, Peter Allen, Adrienne Anderson                                                     |                                        |
| Major Minus                           | 2011 | Mylo Xyloto                                     | Guy Berryman, Jonny Buckland, Will Champion, Chris Martin                                                                                     |                                        |
| U.F.O.                                | 2011 | Mylo Xyloto                                     | Guy Berryman, Jonny Buckland, Will Champion, Chris Martin                                                                                     |                                        |
| Princess of China                     | 2011 | Mylo Xyloto                                     | Guy Berryman, Jonny Buckland, Will Champion, Chris Martin                                                                                     | con Rihanna                            |
| Up in Flames                          | 2011 | Mylo Xyloto                                     | Guy Berryman, Jonny Buckland, Will Champion, Chris Martin                                                                                     |                                        |
| A Hopeful Transmission                | 2011 | Mylo Xyloto                                     | Guy Berryman, Jonny Buckland, Will Champion, Chris Martin                                                                                     |                                        |
| Don't Let It Break Your Heart         | 2011 | Mylo Xyloto                                     | Guy Berryman, Jonny Buckland, Will Champion, Chris Martin                                                                                     |                                        |
| Up with the Birds                     | 2011 | Mylo Xyloto                                     | Guy Berryman, Jonny Buckland, Will Champion, Chris Martin                                                                                     |                                        |
| Moving to Mars                        | 2011 | Every Teardrop Is a Waterfall                   | Guy Berryman, Jonny Buckland, Will Champion, Chris Martin                                                                                     | b-side                                 |
| Atlas                                 | 2013 | The Hunger Games: Catching Fire Soundtrack      | Guy Berryman, Jonny Buckland, Will Champion, Chris Martin                                                                                     |                                        |
| Wish I Was Here                       | 2014 | Wish I Was Here (Music from the Motion Picture) | Guy Berryman, Jonny Buckland, Will Champion, Charlyn Marshall, Chris Martin                                                                   | con Cat Power                          |
| Always in My Head                     | 2014 | Ghost Stories                                   | Guy Berryman, Jonny Buckland, Will Champion, Chris Martin                                                                                     |                                        |
| Magic                                 | 2014 | Ghost Stories                                   | Guy Berryman, Jonny Buckland, Will Champion, Chris Martin                                                                                     |                                        |
| Ink                                   | 2014 | Ghost Stories                                   | Guy Berryman, Jonny Buckland, Will Champion, Chris Martin                                                                                     |                                        |
| True Love                             | 2014 | Ghost Stories                                   | Guy Berryman, Jonny Buckland, Will Champion, Chris Martin                                                                                     |                                        |
| Midnight                              | 2014 | Ghost Stories                                   | Guy Berryman, Jonny Buckland, Will Champion, Chris Martin, Jon Hopkins                                                                        |                                        |
| Another's Arms                        | 2014 | Ghost Stories                                   | Guy Berryman, Jonny Buckland, Will Champion, Chris Martin                                                                                     |                                        |
| Oceans                                | 2014 | Ghost Stories                                   | Guy Berryman, Jonny Buckland, Will Champion, Chris Martin                                                                                     |                                        |
| A Sky Full of Stars                   | 2014 | Ghost Stories                                   | Guy Berryman, Jonny Buckland, Will Champion, Chris Martin, Tim Bergling                                                                       |                                        |
| O                                     | 2014 | Ghost Stories                                   | Guy Berryman, Jonny Buckland, Will Champion, Chris Martin                                                                                     |                                        |
| All Your Friends                      | 2014 | Ghost Stories                                   | Guy Berryman, Jonny Buckland, Will Champion, Chris Martin                                                                                     | traccia bonus                          |
| Ghost Story                           | 2014 | Ghost Stories                                   | Guy Berryman, Jonny Buckland, Will Champion, Chris Martin                                                                                     | traccia bonus                          |
| O (Reprise)                           | 2014 | Ghost Stories                                   | Guy Berryman, Jonny Buckland, Will Champion, Chris Martin                                                                                     | traccia bonus                          |
| Miracles                              | 2014 | Unbroken (Original Motion Picture Soundtrack)   | Guy Berryman, Jonny Buckland, Will Champion, Chris Martin                                                                                     |                                        |
| A Head Full of Dreams                 | 2015 | A Head Full of Dreams                           | Guy Berryman, Jonny Buckland, Will Champion, Chris Martin                                                                                     |                                        |
| Birds                                 | 2015 | A Head Full of Dreams                           | Guy Berryman, Jonny Buckland, Will Champion, Chris Martin                                                                                     |                                        |
| Hymn for the Weekend                  | 2015 | A Head Full of Dreams                           | Guy Berryman, Jonny Buckland, Will Champion, Chris Martin                                                                                     |                                        |
| Everglow                              | 2015 | A Head Full of Dreams                           | Guy Berryman, Jonny Buckland, Will Champion, Chris Martin                                                                                     |                                        |
| Adventure of a Lifetime               | 2015 | A Head Full of Dreams                           | Guy Berryman, Jonny Buckland, Will Champion, Chris Martin                                                                                     |                                        |
| Fun                                   | 2015 | A Head Full of Dreams                           | Guy Berryman, Jonny Buckland, Will Champion, Chris Martin                                                                                     |                                        |
| Kaleidoscope                          | 2015 | A Head Full of Dreams                           | Guy Berryman, Jonny Buckland, Will Champion, Chris Martin, John Newman, The Guesthouse                                                        |                                        |
| Army of One                           | 2015 | A Head Full of Dreams                           | Guy Berryman, Jonny Buckland, Will Champion, Chris Martin                                                                                     |                                        |
| X Marks the Spot                      | 2015 | A Head Full of Dreams                           | Guy Berryman, Jonny Buckland, Will Champion, Chris Martin                                                                                     | traccia fantasma                       |
| Amazing Day                           | 2015 | A Head Full of Dreams                           | Guy Berryman, Jonny Buckland, Will Champion, Chris Martin                                                                                     |                                        |
| Colour Spectrum                       | 2015 | A Head Full of Dreams                           | Guy Berryman, Jonny Buckland, Will Champion, Chris Martin                                                                                     |                                        |
| Up&Up                                 | 2015 | A Head Full of Dreams                           | Guy Berryman, Jonny Buckland, Will Champion, Chris Martin                                                                                     |                                        |
| Something Just like This              | 2017 | Memories...Do Not Open                          | Andrew Taggart, Guy Berryman, Jonny Buckland, Will Champion, Chris Martin                                                                     | con i The Chainsmokers                 |
| All I Can Think About Is You          | 2017 | Kaleidoscope EP                                 | Guy Berryman, Jonny Buckland, Will Champion, Chris Martin                                                                                     |                                        |
| Miracles (Someone Special)            | 2017 | Kaleidoscope EP                                 | Guy Berryman, Jonny Buckland, Will Champion, Chris Martin, Sean Anderson                                                                      | con Big Sean                           |
| Aliens                                | 2017 | Kaleidoscope EP                                 | Guy Berryman, Jonny Buckland, Will Champion, Chris Martin, Brian Eno                                                                          |                                        |
| Hypnotised                            | 2017 | Kaleidoscope EP                                 | Guy Berryman, Jonny Buckland, Will Champion, Chris Martin                                                                                     |                                        |
| Sunrise                               | 2019 | Everyday Life                                   | Guy Berryman, Jonny Buckland, Will Champion, Chris Martin                                                                                     |                                        |
| Church                                | 2019 | Everyday Life                                   | Guy Berryman, Jonny Buckland, Will Champion, Chris Martin, Amjad Sabri                                                                        |                                        |
| Trouble in Town                       | 2019 | Everyday Life                                   | Guy Berryman, Jonny Buckland, Will Champion, Chris Martin                                                                                     |                                        |
| BrokEn                                | 2019 | Everyday Life                                   | Guy Berryman, Jonny Buckland, Will Champion, Chris Martin                                                                                     |                                        |
| Daddy                                 | 2019 | Everyday Life                                   | Guy Berryman, Jonny Buckland, Will Champion, Chris Martin                                                                                     |                                        |
| WOTW/POTP                             | 2019 | Everyday Life                                   | Guy Berryman, Jonny Buckland, Will Champion, Chris Martin                                                                                     |                                        |
| Arabesque                             | 2019 | Everyday Life                                   | Guy Berryman, Jonny Buckland, Will Champion, Chris Martin, Femi Kuti, Paul Van Haver, Drew Goddard                                            |                                        |
| When I Need a Friend                  | 2019 | Everyday Life                                   | Guy Berryman, Jonny Buckland, Will Champion, Chris Martin                                                                                     |                                        |
| Guns                                  | 2019 | Everyday Life                                   | Guy Berryman, Jonny Buckland, Will Champion, Chris Martin                                                                                     |                                        |
| Orphans                               | 2019 | Everyday Life                                   | Guy Berryman, Jonny Buckland, Will Champion, Chris Martin                                                                                     |                                        |
| Èkó                                   | 2019 | Everyday Life                                   | Guy Berryman, Jonny Buckland, Will Champion, Chris Martin                                                                                     |                                        |
| Cry Cry Cry                           | 2019 | Everyday Life                                   | Guy Berryman, Jonny Buckland, Will Champion, Chris Martin                                                                                     |                                        |
| Old Friends                           | 2019 | Everyday Life                                   | Guy Berryman, Jonny Buckland, Will Champion, Chris Martin                                                                                     |                                        |
| بنی آدم                               | 2019 | Everyday Life                                   | Guy Berryman, Jonny Buckland, Will Champion, Chris Martin, Alice Coltrane, Harcourt Whyte                                                     |                                        |
| Champion of the World                 | 2019 | Everyday Life                                   | Guy Berryman, Jonny Buckland, Will Champion, Chris Martin, Harcourt Whyte, Scott Hutchinson, Simon Liddell, Andy Monaghan                     |                                        |
| Everyday Life                         | 2019 | Everyday Life                                   | Guy Berryman, Jonny Buckland, Will Champion, Chris Martin                                                                                     |                                        |
| Flags                                 | 2019 | Everyday Life                                   | Guy Berryman, Jonny Buckland, Will Champion, Chris Martin                                                                                     | traccia bonus                          |
| Music of the Spheres                  | 2021 | Music of the Spheres                            | Guy Berryman, Jonny Buckland, Will Champion, Chris Martin, Max Martin, Daniel Green, Bill Rahko, Rik Simpson, Federico Vindver                |                                        |
| Higher Power                          | 2021 | Music of the Spheres                            | Guy Berryman, Jonny Buckland, Will Champion, Chris Martin, Max Martin, Federico Vindver, Denise Carite                                        |                                        |
| Humankind                             | 2021 | Music of the Spheres                            | Guy Berryman, Jonny Buckland, Will Champion, Chris Martin, Max Martin, Oscar Holter, Jon Hopkins, Stephen Fry, Daniel Green, Federico Vindver |                                        |
| Alien Choir                           | 2021 | Music of the Spheres                            | Guy Berryman, Jonny Buckland, Will Champion, Chris Martin, Max Martin, Jon Hopkins                                                            |                                        |
| Let Somebody Go                       | 2021 | Music of the Spheres                            | Guy Berryman, Jonny Buckland, Will Champion, Chris Martin, Max Martin, Apple Martin, Bill Rahko, Oscar Holter, Livvi Franc, Metro Boomin      | con Selena Gomez                       |
| Human Heart                           | 2021 | Music of the Spheres                            | Guy Berryman, Jonny Buckland, Will Champion, Chris Martin, Max Martin, Jacob Collier, Amber Strother, Paris Strother                          | con We Are King e Jacob Collier        |
| People of the Pride                   | 2021 | Music of the Spheres                            | Guy Berryman, Jonny Buckland, Will Champion, Chris Martin, Max Martin, Bill Rahko, Derek Dixie                                                |                                        |
| Biutyful                              | 2021 | Music of the Spheres                            | Guy Berryman, Jonny Buckland, Will Champion, Chris Martin, Max Martin, Oscar Holter                                                           |                                        |
| Music of the Spheres II               | 2021 | Music of the Spheres                            | Guy Berryman, Jonny Buckland, Will Champion, Chris Martin, Max Martin                                                                         |                                        |
| My Universe                           | 2021 | Music of the Spheres                            | Guy Berryman, Jonny Buckland, Will Champion, Chris Martin, Max Martin, Bill Rahko, Oscar Holter, RM, Suga, J-Hope                             | con i BTS                              |
| Infinity Sign                         | 2021 | Music of the Spheres                            | Guy Berryman, Jonny Buckland, Will Champion, Chris Martin, Max Martin, Jon Hopkins                                                            |                                        |
| Coloratura                            | 2021 | Music of the Spheres                            | Guy Berryman, Jonny Buckland, Will Champion, Chris Martin, Max Martin                                                                         |                                        |